# Audi A6

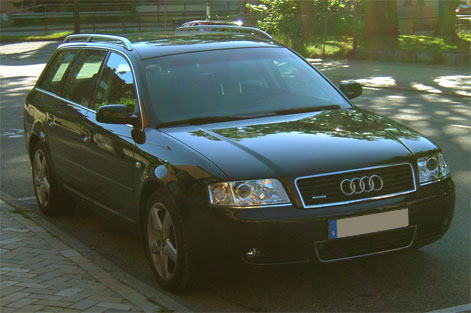
Audi A6 C5 Avant.

Audi A6 är en tysk bilmodell tillverkad av Audi.
Audi A6 blev det nya modellnamnet på gamla Audi 100 under 1990-talet. Främsta konkurrenter är BMW 5-serie och Mercedes-Benz E-klasse. Förutom den vanliga A6-modellen har man också i olika generationer tillverkat S6 och RS6, som är sportversionerna. En annan variant är A6 Allroad, som är en kombimodell med reglerbar luftfjädring och tuffare utseende med terrängattribut.

## Audi A6 C4 (Typ 4A)
I juni 1994 modifierades Audi 100 (C4) och döptes om till Audi A6.
- Bensin
  - 1.8 20v 92 kW / 125 hk
  - 2.0 8v 74 kW / 100 hk
  - 2.0 8v 85 kW / 115 hk
  - 2.0 16v 103 kW / 140 hk
  - 2.3 10v 98 kW / 133 hk
  - 2.6 12v 110 kW / 150 hk
  - 2.8 12v 128 kW / 174 hk
  - 2.8 30v 142 kW / 193 hk
  - 1.9 TDI 66 kW / 90 hk
  - 2.5 TDI 85 kW / 115 hk
  - 2.5 TDI:s 103 kW / 140 hk

Audi S6 av C4 karossen fanns att tillgå med nedanstående motorer

2.2T 230 hk

4.2 290 hk

PLUS 4.2 326 hk 
(Specialversionen av S6 V8 som tillverkades i begränsad upplaga med vässad 4.2liters V8, 
bibehållet vridmoment på 400 Nm, men med 326 hk istället för 290 hk som den vanliga S6 V8 hade)

Audi A6 C4 ersattes till 1997 års modell av A6 C5.

## Audi A6 C5 (Typ 4B)
Den i Neckarsulm tillverkade Audi A6, C5 (typ 4B), var förlängd med 90mm. Den kunde bland mycket annat extrautrustas med champagnekyl i mittarmstödet. Bilens mått var 4886x1810x1475.
2005 fanns följande motoralternativ:
- 1.8  92 kW / 125 hk
- 1.8T 110 kW / 150 hk
- 2.0  96 kW / 130 hk
- 2.4  121 kW / 165 hk (från 2001 125 kW / 170 hk)
- 2.8  142 kW / 193 hk
- 2.7 Biturbo  169 kW / 230 hk
- 3.0  162 kW / 220 hk
- 4.2  220 kW / 299 hk
- 4.2  250 kW / 340 hk (Audi S6)
- 4.2 Biturbo  331 kW / 450 hk (Audi RS6)
- 1.9 TDI  81 kW / 110 hk
- 1.9 TDI  85 kW / 115 hk
- 1.9 TDI  96 kW / 130 hk
- 2.5 TDI  110 kW / 150 hk (från 2001 114 kW / 155 hk)
- 2.5 TDI  120 kW / 163 hk
- 2.5 TDI  132 kW / 180 hk

## Audi A6 C6 (Typ 4F)
Audi A6, C6 (typ 4F) lanserades modellåret 2005 med följande motorer:
- 2.0 TDIe 136 hk
- 2.0 TDI 140 hk
- 2.7 TDI 180 hk
- 3.0 TDI 225 hk

- 2.4 177 hk
- 3.2 FSI 255 hk
- 4.2 420 hk

2006 tillkom även:
- 2.0 T FSI 170 hk

2007 kom det även en 4.2 på 350 hk. 0–100 km/h på 6,1 sek.

## Audi A6 C7 (Typ 4G)
Audi A6, C7 (typ 4G) lanserades modellåret 2011. Under 2012 kom också kombin, A6 Avant. Bilen kom med följande motorer:
- 2.0 TDi 177 hk
- 2.0 TDi ultra 190 hk
- 3.0 TDi 204 hk
- 3.0 TDi 245 hk
- 3.0 TDi 313 hk
- 2.0 TFSi 180 hk
- 3.0 TFSi 300 hk
- S6 - 4.2 TFSi V8 med COD (Cylinder on demand) 420 hk
- RS6 4.2 TFSi V8 560 hk
- RS6 Performance 605 hk

A6 C7 har, beroende på motor och årsmodell, antingen manuell 6-växlad, Multitronic, S-tronic eller Tiptronic 8-växlad växellåda.

## Audi A6 C8

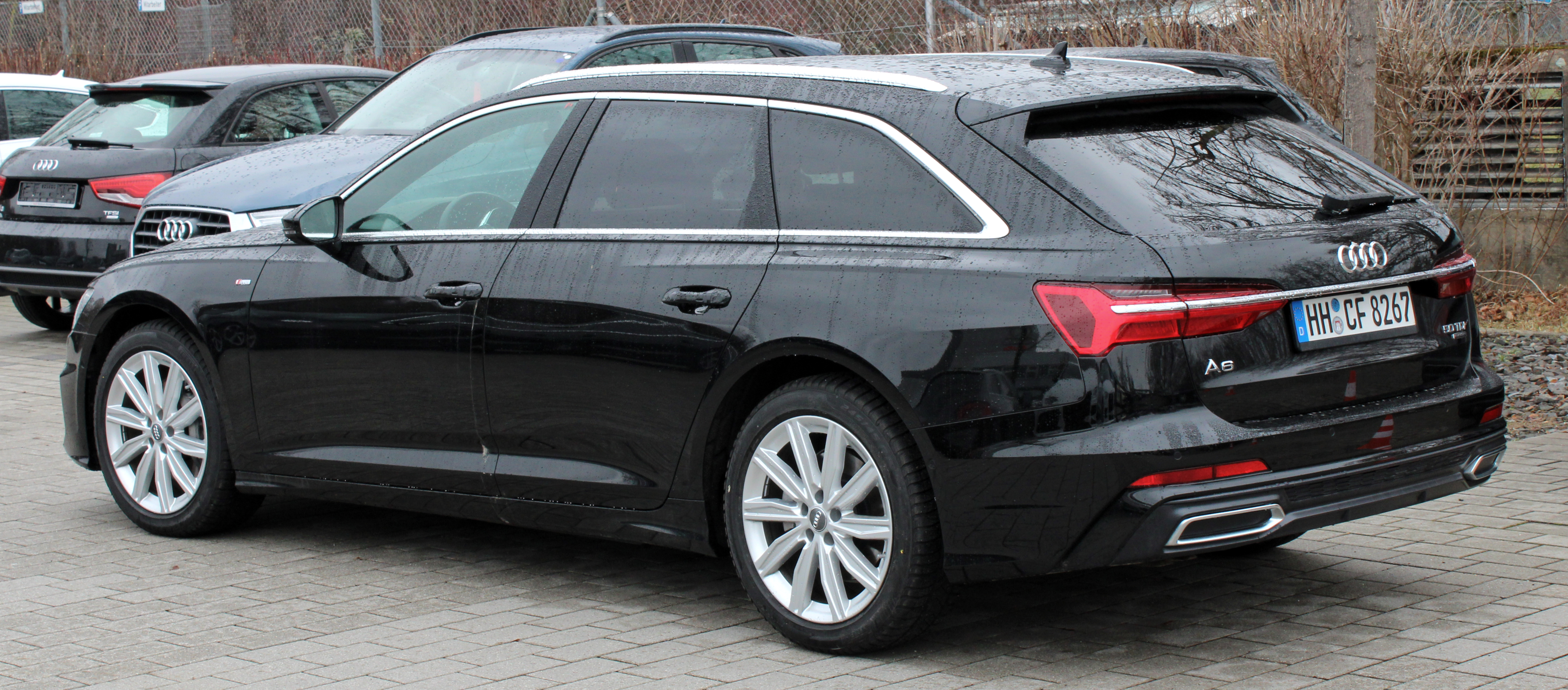
Audi A6 C8 Avant.

Audi A6 C8 lanserades i Tyskland i juni 2018.